# National Gallery Act 1856
O National Gallery Act 1856 do Parlamento do Reino Unido relacionou-se à National Gallery e à galeria Tate em Londres, Inglaterra, no que diz respeito à venda de obras de arte pelos curadores.